# Adriana Spilberg
Adriana Spilberg (Ámsterdam, 1652-Düsseldorf, 1700) fue una pintora del siglo de oro neerlandés estuvo activa en la corte del elector palatino Johann Wilhelm.

## Biografía
Según Arnold Houbraken su padre Johannes Spilberg le enseñó a pintar al óleo, lápiz y pastel y consiguió ser bastante famosa en Ámsterdam. Su padre se mantuvo en la ciudad mientras trabajó para Johann Wilhelm. Cuándo su patrón se casó con la Archiduquesa María Ana Josefa de Austria (1654-1689), le pidió a Spilberg que trajera a su familia, incluyendo a su hija la famosa pintora, a la corte donde Adriana se convirtió en pintor de la archiduquesa el año 1681 en Düsseldorf. Adriana contrajo allí matrimonio con el pintor Wilhelm Breekvelt y tuvo tres hijos, su marido falleció en 1684.
En 1689 murió su mecenas y el elector Johann Wilhelm se volvió a casar con Ana María Luisa de Médici. En 1690 murió el padre de la pintora, y fue reemplazado como pintor de la corte por Eglon van der Neer, con quien ella se casó después de once años de viudez en 1697.
Según el Rijksbureau voor Kunsthistorische Documentatie fue alumna y hija de Johannes Spilberg, esposar de Willem Breekvelt después de 1687, y después de 1697 esposa de Eglon van der Neer.